# Knätjärnarna (Vika socken, Dalarna, 671653-150775)
Knätjärnarna är en sjö i Falu kommun i Dalarna och ingår i Dalälvens huvudavrinningsområde. Sjön har en area på 0,126 kvadratkilometer och ligger 231,4 meter över havet.

## Delavrinningsområde
Knätjärnarna ingår i det delavrinningsområde (671533-150701) som SMHI kallar för Utloppet av Fäbodfjärden. Medelhöjden är 235 meter över havet och ytan är 6,18 kvadratkilometer. Räknas de 2 avrinningsområdena uppströms in blir den ackumulerade arean 27,61 kvadratkilometer. Knivån som avvattnar avrinningsområdet har biflödesordning 3, vilket innebär att vattnet flödar genom totalt 3 vattendrag innan det når havet efter 227 kilometer. Avrinningsområdet består mestadels av skog (69 procent). Avrinningsområdet har 1,59 kvadratkilometer vattenytor vilket ger det en sjöprocent på 25,7 procent.